# Лавочкин, Семён Алексеевич

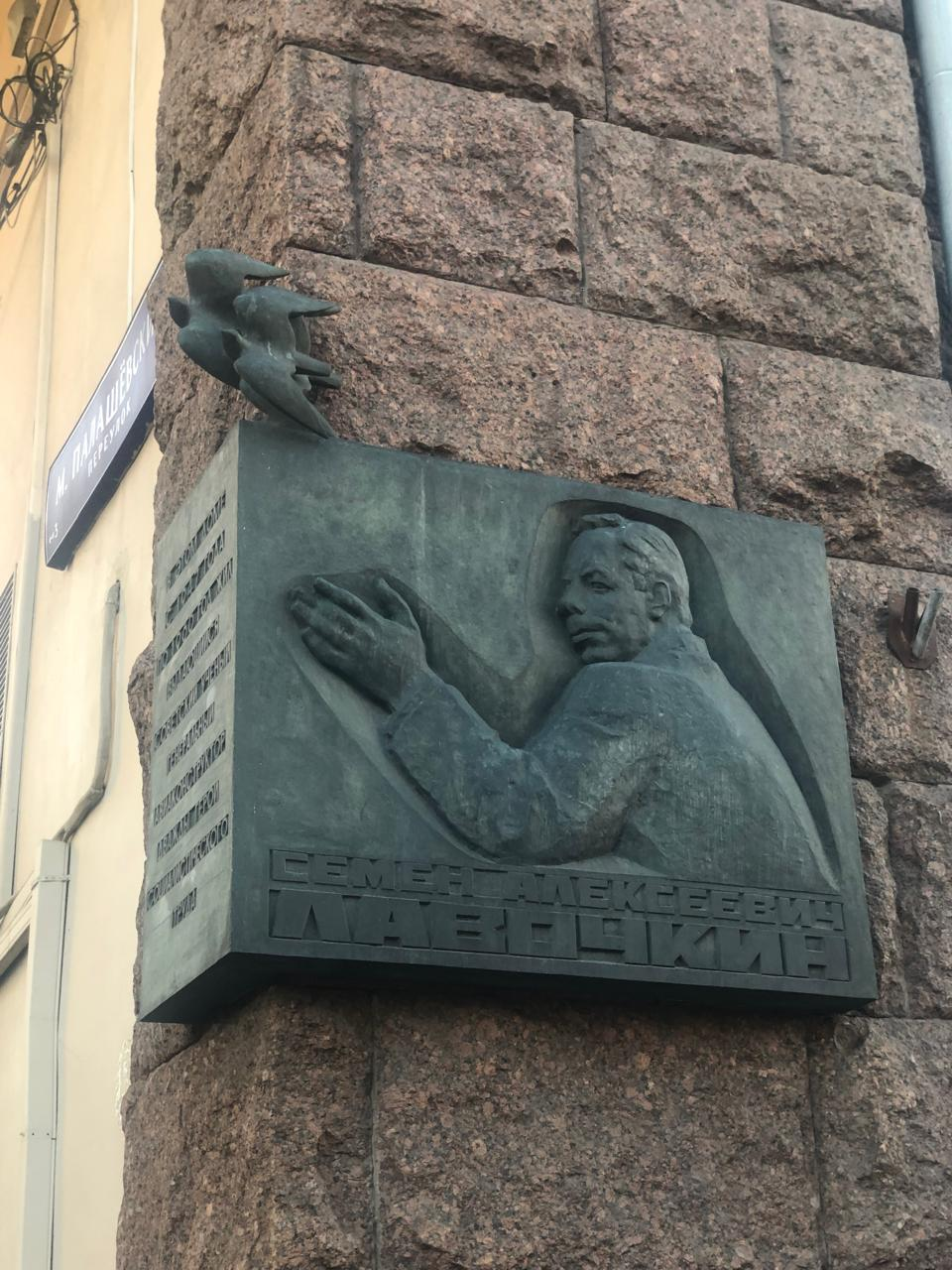
Мемориальная доска на доме, в котором жил Лавочкин. Москва

Семён Алексе́евич Ла́вочкин (1900—1960) — советский инженер, авиаконструктор, генерал-майор инженерно-авиационной службы (19.08.1944), дважды Герой Социалистического Труда, лауреат четырёх Сталинских премий. Член-корреспондент АН СССР (1958). Депутат Верховного Совета СССР третьего-пятого созывов (1950—1958). Автор первого в СССР самолёта, достигшего в полёте скорости звука.

## Биография
Родился 30 августа (11 сентября по новому стилю) 1900 года в Смоленске (по некоторым сведениям — в местечке Петровичи) в патриархальной еврейской семье. Отец Алтер Ильич Лавочкин — меламед; мать Гита Савельевна — домохозяйка, младшие брат Яков и сестра Хая.
Окончил городское училище в Рославле, куда семья переехала в 1908 году, а затем Курскую гимназию (1917; золотая медаль). С 1918 года — в РККА, красноармеец. В 1920 году служил в пограничной охране. В конце 1920 года был демобилизован и направлен на учёбу в Москву. Окончил в 1927 году Московское высшее техническое училище (ныне — МГТУ им. Н. Э. Баумана), получил квалификацию инженера-аэромеханика. После защиты дипломного проекта направлен в КБ П.-М. Ришара, назначен заведующим сектором прочности. Затем работал в Бюро новых конструкций, где под руководством А. Лавиля (André Laville) был разработан двухместный истребитель ДИ-4. Позднее КБ было распущено. Затем перешёл в Главное управление авиационной промышленности (ГУАП), где совместно с В. П. Горбуновым и М. И. Гудковым разработал истребитель из дельта-древесины ЛаГГ-3.
Умер от последствий острой сердечной недостаточности на полигоне Сары-Шаган 9 июня 1960 года при испытании системы ПВО «Даль».
Похоронен на Новодевичьем кладбище (участок № 1), рядом находятся могилы жены — филолога Розы Герцевны Лавочкиной (1903—1994), сына Александра (1938—1967) и дочери Аллы (1930—2001).

## Семья
Отец — Алтер Ильич Лавочкин (1875—1927), учитель. Мать — Гита Савельевна (1874—1952), домохозяйка.
Брат — Яков Алтерович Лавочкин (1904—1942), погиб на фронте. Сестра — Хая Алтеровна Лавочкина (1908—1994).
Жена — Роза Герцевна Лавочкина (1903—1994), филолог, заведовала библиотекой.
- Дочь — Алла Семёновна Лавочкина (1930—2001).
- Сын — Александр (Алик) Семёнович Лавочкин (1938—1967), окончил МАИ, работал в ОКБ Миля.

## Заслуги
В 1939—1940 годах под руководством В. П. Горбунова в ОКБ-301 (город Химки Московской области) был одним из инициаторов и участников создания советского современного самолёта-истребителя ЛаГГ-3 из дельта-древесины.
Вместе с Горбуновым и Гудковым в 1939 году получил служебное звание — главный конструктор по самолётостроению.
Ряд последующих моделей этого самолёта — Ла-5, Ла-7 и различные их модификации, созданные уже в ОКБ-21 под руководством Лавочкина в городе Горьком (назначен начальником ОКБ-23 ноября 1940 года), обнаружили высокие боевые качества и сыграли важную роль в ходе Великой Отечественной войны.
Приказом НКАП от 6 июля 1943 года М. И. Гудков был лишён звания главного конструктора. Коллектив ОКБ-301 в городе Горьком, который он возглавлял, передан в ОКБ-21 С. А. Лавочкина.
В октябре 1945 года после возвращения из города Горького назначен начальником ОКБ-301 в городе Химки Московской области (ныне — АО «Научно-производственное объединение им. С. А. Лавочкина»).
После войны работал над созданием реактивных самолётов. В его ОКБ-301 были разработаны серийный (Ла-15) и многие опытные реактивные истребители.
В 1954 году начинает работу над межконтинентальной сверхзвуковой крылатой ракетой «Буря» (руководитель работ — Н. С. Черняков).
Принимал активное участие в разработке зенитно-ракетной системы С-25 («Беркут») из 22 радиолокационных станций дальнего обнаружения, 56 зенитно-ракетных комплексов, дважды окружающих Москву, 7 технических баз и 14 командных пунктов управления, которая защищала столицу около 30 лет.
В 1956 году присвоено служебное звание — генеральный конструктор по самолётостроению.
С 19.08.1944 года — генерал-майор инженерно-авиационной службы, с 1958 года — член-корреспондент АН СССР. Депутат ВС СССР 3—5 созывов (1950—1958), член КПСС с 1953 года.

## Самолёты Лавочкина[7]
- Ла-5 — истребитель. Первый полёт — в 1942 году. Всего за время серийного выпуска было изготовлено 10 002 самолёта Ла-5 всех модификаций. Ла-5 участвовал в боях практически на всех фронтах Великой Отечественной войны. В 1947 году самолёты Ла-5 и его модификации были официально сняты с вооружения[8].
- Ла-7 — истребитель. Первый полёт — в 1944 году. Самолёт Ла-7 считается лучшим истребителем Второй мировой войны. Серийное производство Ла-7 продолжалось до 1945 года. Всего было изготовлено 5905 самолётов. Ла-7 был снят с вооружения в 1947 году[9].
- Ла-ВРД — истребитель (проект). 1944 год. Проект истребителя нового типа с реактивными двигателями[10].
- Ла-9 — одномоторный поршневой истребитель. Первый полёт в 1946 году. Серийный выпуск продолжался с 1946 по 1948 год. Всего было изготовлено 1559 самолётов. Ла-9 эксплуатировался до 1959 года. На базе Ла-9 был выпущен двухместный учебно-тренировочный самолёт Ла-9УТИ[11].
- Ла-11 — одноместный дальний истребитель сопровождения. Первый полёт в 1947 году. Серийное производство — с 1947 по 1951 год. Всего было выпущено 1182 самолёта. Самолёт принимал участие в боевых действиях в Корее и Китае. Ла-11 эксплуатировался до 1966 года[12].
- Ла-15 — одноместный реактивный истребитель. Первый полёт — в 1948 году. Самолёт эксплуатировался с 1949 по 1954 год. С 1953 года Ла-15 были сняты с вооружения и часть самолётов использовалось как мишени. Всего было изготовлено 235 самолётов Ла-15[13].
- Ла-126ПВРД — экспериментальный истребитель с прямоточным воздушно-реактивным двигателем. Проходил испытания в 1946—1947 годах.
- Ла-138ПВРД — экспериментальный истребитель с прямоточным воздушно-реактивным двигателем. Проходил испытания в 1946—1947 годах.
- Ла-150 — истребитель. Первый полёт — в 1946 году. Самолёт строился малой серией. Всего было изготовлено 8 самолётов[8].
- Ла-152 — фронтовой истребитель. Первый полёт — в 1946 году. Самолёт был построен в единственном экземпляре. При проведении государственных испытаний в результате вынужденной посадки, из-за отказа двигателя, самолёт был сильно повреждён. В дальнейшем не восстанавливался, и проект Ла-152 был закрыт[14].
- Ла-156 — опытный истребитель. Первый полёт — в 1947 году. На самолёте Ла-156 был осуществлён первый в СССР полёт с включением форсажа на взлёте. Всего было построено два экземпляра. Самолёт в дальнейшем использовался как летающая лаборатория[15].
- Ла-160 «Стрелка» — фронтовой истребитель. Первый полёт — в 1947 году. Первый реактивный истребитель со стреловидным крылом. Ла-160 был построен в единственном экземпляре. В серийное производство самолёт не передавался[16].
- Ла-168 — фронтовой истребитель. Первый полёт — в 1948 году. В процессе государственных испытаний Ла-168 показал отличные пилотажные данные, однако к этому времени уже было принято решение о серийном производстве МиГ-15, поэтому Ла-168 остался только в опытном экземпляре[17].
- Ла-174ТК (тонкое крыло) — экспериментальный истребитель. Первый полёт — в сентябре 1947 года. Самолёт был построен в единственном экземпляре. Самолёт использовался как летающая лаборатория[18].
- Ла-176 — экспериментальный истребитель. Первый полёт — в 1948 году. Ла-176 был первым самолётом, преодолевшим скорость звука. До конца 1948 года было сделано 6 полётов с преодолением звукового барьера. Официально был зарегистрирован результат полёта на высоте 7000 метров, скорость 1105 км/час[19].
- Ла-190 — истребитель-перехватчик. Первый полёт в 1951 году. Истребитель создавался для борьбы с бомбардировщиками на высотах 15—16 тысяч метров. На Ла-190 впервые была превышена скорость звука в горизонтальном полёте. Из-за проблем с двигателем испытания самолёта были прерваны. В серийное производство самолёт не передавался[20].
- Ла-200 — опытный всепогодный истребитель-перехватчик. Первый полёт — в 1949 году. Экипаж — два человека. В 1952 году был выпущен модернизированный перехватчик Ла-200Б. После испытаний самолёта с различными РЛС самолёт не был передан в серийное производство, так как в это время появилось управляемое ракетное оружие, которому военные отдали предпочтение[21].
- Ла-17 — первый советский беспилотный самолёт-мишень. В нескольких модификациях производился с 1954 по 1992 год.
- Ла-17М — беспилотный самолёт-мишень, модификация самолета Ла-17.
- Ла-17Р — беспилотный самолет-разведчик, модификация самолета Ла-17.
- Ла-250 — дальний сверхзвуковой истребитель-ракетоносец. Первый полёт — в 1956 году. Первый истребитель-перехватчик с ракетами «воздух-воздух» и системой наведения. После нескольких аварий во время испытаний самолёта в 1959 году все работы по Ла-250 были прекращены. Ла-250 был последним самолётом С. А. Лавочкина[22].
- ЛаГГ-1 — истребитель. Первый полёт — в 1940 году. Разработчики: Лавочкин, Горбунов, Гудков. Самолёт стоял на вооружении перед и во время Великой Отечественной войны. Использовался как истребитель, истребитель-перехватчик, истребитель-бомбардировщик, самолёт-разведчик. Всего было изготовлено около 100 самолётов ЛаГГ-1[23].
- ЛаГГ-3 — истребитель. Доработка истребителя ЛаГГ-1. Первый полёт серийного ЛаГГ-3 — в январе 1941 года, а в марте самолёт был уже принят на вооружение. Всего было выпущено 6528 самолётов. Самолёт был снят с вооружения в 1944 году[21].

## Награды
- дважды Герой Социалистического Труда (1943, 20 апреля 1956):
  - 1943 — за выдающиеся заслуги в области создания новых конструкций боевых истребительных самолётов"[24]
- три ордена Ленина (31 октября 1941; 21 июня 1943; 30 августа 1950)
- орден Красного Знамени (2 июля 1945)
- орден Суворова I степени (16 сентября 1945)
- орден Суворова II степени(19 августа 1944)
- медаль «За боевые заслуги» (5 ноября 1944)
- другие медали
- Сталинская премия I степени (14 марта 1941) — за разработку новой конструкции самолёта

Могила Лавочкина на Новодевичьем кладбище.

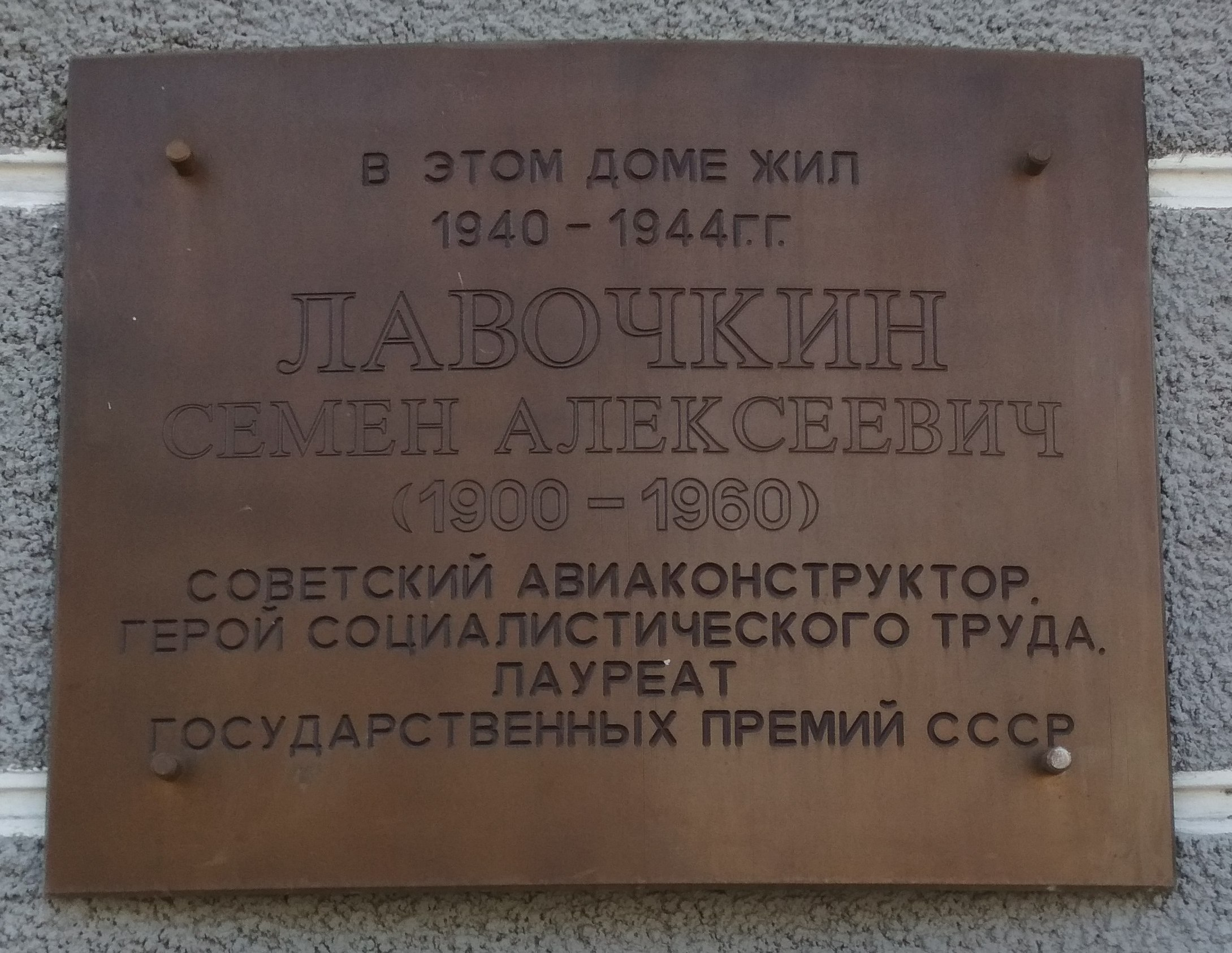
Памятная доска на доме № 16 по улице Чаадаева (Нижний Новгород)

- Сталинская премия I степени (1943) — за модификацию и усовершенствование боевого самолёта («Ла-5»)
- Сталинская премия II степени (1946) — за создание нового вида авиационного вооружения («Ла-7»)
- Сталинская премия I степени (1948) — за создание новых типов боевых самолётов

## Память
В 1960 году, сразу после смерти Лавочкина решением правительства ОКБ-301 получило новое наименование — «Машиностроительный завод имени С. А. Лавочкина». Ныне НПО имени С. А. Лавочкина.
Имя С. А. Лавочкина носят улицы в городах:
- Волгоград
- Москва
- Липецк
- Смоленск
- Краснодар
- Химки
- Хадера (Израиль)

Мемориальные доски установлены:
- на доме № 19 по Тверской улице (Москва), где жил С. А. Лавочкин
- на улице Агурина (Ахтубинск Астраханской области)
- на доме № 16 по улице Чаадаева (Нижний Новгород), где С. А. Лавочкин в жил 1940—1944 год, возглавляя ОКБ-21.

В 1985 году Министерством связи СССР выпущен художественный маркированный конверт с портретом С. А. Лавочкина (14.05.1985)